# The Layover
The Layover (Brasil: A Escala: Amizade Em Segundo Lugar ) é um filme de comédia sexual estadunidense de 2017 estrelado por Alexandra Daddario, Kate Upton, Matt Barr, Matt L. Jones, Rob Corddry, Kal Penn e Molly Shannon. William H. Macy dirigiu o filme, que foi escrito por David Hornsby e Lance Krall. As filmagens começaram no início de maio de 2015 em Vancouver, Colúmbia Britânica, e foram concluídas no início de junho de 2015.
O filme foi lançado em 3 de agosto de 2017 pela DirecTV Cinema, e então teve um lançamento limitado e reprodução de vídeo sob demanda em 1 de setembro de 2017, pela Vertical Entertainment.

## Sinopse
Kate (Alexandra Daddario) e Meg (Kate Upton) são amigas de infância e colegas de quarto em Seattle passando por momentos estressantes. Kate é uma professora de inglês do ensino médio, que está entediada com seu currículo regular e sob pressão para pedir demissão do diretor Moss (Rob Corddry), que acredita que ela deveria ter uma profissão diferente. Meg é uma vendedora de cosméticos que tenta sem sucesso vender produtos de beleza norte-coreanos. Depois de uma noite de bebedeira para dissipar o estresse, a aventureira Meg sugere que elas saiam de férias juntas para retomar o ritmo. A reservada Kate está relutante, mas acaba concordando, pois Meg já havia reservado passagens não reembolsáveis para Fort Lauderdale usando o programa de passageiro frequente de Kate.
Mal chegando a tempo para o vôo, Kate é colocada em um assento na janela e Meg pega um assento no corredor. O assento do meio é eventualmente ocupado por Ryan (Matt Barr), um bombeiro bonito a caminho de um casamento. Kate e Meg são imediatamente atraídas por ele e começam a flertar descaradamente com ele, mas Kate eventualmente desmaia por ter tomado muitos comprimidos anti-ansiedade. Após algumas horas de voo, o avião é desviado para St. Louis devido a um aviso de furacão. As mulheres são levadas ao Sheraton local e esbarram em Ryan, que as convida para drinks no clube do hotel. Quando Ryan descobre que o furacão vai atrasar sua viagem ainda mais, as mulheres tentam animá-lo com uma competição de dança. Antes de ir para a cama, Kate diz a Meg que ela vai lutar pelo afeto de Ryan.
O dia seguinte é infeliz quando, durante o passeio em um balão de ar quente, Kate tem um ataque de pânico devido ao medo de altura, e Meg acidentalmente joga uma rolha de champanhe no único olho do piloto caolho. Meg então machuca o olho depois de uma arriscada queda na piscina.
Quando soube que o furacão se afastaria da Flórida, Ryan consegue uma carona com Craig (Matt L. Jones), um vendedor de joias que gostava de Meg, mas sempre foi rejeitado por ela, e as mulheres pedem para marcarem um encontro. Kate mostra fotos constrangedoras da infância de Meg para os garotos para se divertir e, em resposta, Meg tranca Kate em um banheiro bagunçado de posto de gasolina, forçando Kate a escapar por uma janela alta coberta de fezes. De volta ao carro, Kate finge uma lesão para receber uma massagem de Ryan, o que leva Meg a colocar pílulas para dormir em uma garrafa de vinho para dar a Kate. Quando Kate se recusa a beber, Craig, que está dirigindo, toma a bebida, para horror de Meg. Depois de algumas horas, Craig desmaia e bate o carro, forçando os quatro a passar a noite em um motel.
Quando Kate vê os comprimidos na garrafa, ela pede um quarto de hotel para ela. Meg diz que ela pode ter Ryan, mas Kate afirma que ela nunca quis Ryan, apenas que ela não queria que Meg o tivesse. Meg decide ir a um bar local onde Craig se junta a ela. Quando Craig falha em impressionar Meg, ele sugere a ela que ela deveria estar aberta às qualidades dos outros caras. De volta ao hotel, Ryan encontra Kate, que cede e faz sexo rigoroso com ele. De manhã, no café da manhã, Meg diz a Kate que eles deveriam parar de arruinar sua amizade por causa de um cara, mas quando Meg deixa escapar que Ryan tem um pênis deformado, algo que Kate tinha visto ao fazer sexo com ele, Kate percebe que Meg fez sexo com Ryan também e as duas começam uma briga física, bagunçando o saguão do motel no processo. A luta termina quando o gerente do motel chama a polícia.
Craig revela à polícia que Ryan havia levado seu carro para chegar ao casamento a tempo. Quando ele procura o Google Plus de Ryan, ele vê que é Ryan quem vai se casar, e revela isso às mulheres. Chocados, elas imploram para serem liberadas para impedir o casamento e são liberadas depois de pagar pelos danos ao saguão. Quando chegam ao hotel em Fort Lauderdale onde o casamento está acontecendo, elas descobrem que era tarde demais para impedi-lo. As mulheres confrontam Ryan, as mulheres ainda afirmam que foi errado ele dormir com as duas na noite anterior ao casamento e não dizer a elas que era ele quem estava se casando. Ryan admite que esteve com sua agora esposa Genevieve desde o primeiro ano da faculdade e não conseguiu ficar com mais ninguém. Quando as mulheres conhecem Genevieve, percebem que ela é controladora e exigente de Ryan e decidem não contar a ela sobre suas ações, sentindo que Ryan sofrerá o suficiente em seu casamento. Poucas horas antes de seu vôo de volta para Seattle, Meg rastreia Craig em sua joalheria para se desculpar por tê-lo dispensado, beijando-o antes de ir embora. No aeroporto, Meg diz a Kate que elas não deveriam mais morar juntas, com o que Kate concorda em lágrimas, já que elas são muito dependentes uma da outra.
Kate retorna ao seu trabalho com vigor renovado e pede ao diretor Moss que seus alunos tenham mais liberdade para se dedicar à criatividade, em vez de apenas seguir o currículo padrão. Moss revela a Kate que ele não tinha intenção de despedi-la; ele realmente quer oferecer a ela a posição de assistente técnico de voleibol. Meg começa a ter aulas e mantém um relacionamento à distância com Craig. É mostrado que Meg se mudou para um apartamento a apenas algumas portas de Kate, então as duas ainda podem estar próximas.

## Elenco
- Alexandra Daddario como Kate Jeffries, uma professora do ensino médio e melhor amiga de Meg
- Kate Upton como Meg, uma mulher de negócios e melhor amiga de Kate
- Matt Barr como Ryan, o objeto do afeto de Kate e Meg
- Matt L. Jones como Craig
- Rob Corddry como Diretor Stan Moss, chefe de Kate e aparente nêmesis
- Kal Penn como Anuj, gerente de hotel
- Molly Shannon como Nancy
- Jennifer Cheon como Genevieve
- Eric Gibson como Demarius
- Carrie Genzel como Buyer

## Produção
Em 25 de março de 2015, foi anunciado que William H. Macy iria dirigir e estrelar um filme de comédia sexual de viagem, intitulado The Layover, com roteiro de David Hornsby e Lance Krall. Keith Kjarval iria produzir através da Unified Pictures, junto com Aaron L. Gilbert através do Bron Studios. Lea Michele e Kate Upton foram escaladas para interpretar as melhores amigas que decidem tirar férias para evitar seus problemas. Em 24 de abril de 2015, TheWrap revelou que Alexandra Daddario se juntou ao filme; ela substituiu Michele depois que ela deixou o projeto. Rob Corddry, Kal Penn e Matt Barr foram confirmados para o elenco em 7 de maio de 2015, por THR, e Matt L. Jones também foi confirmado. Macy finalmente não apareceu no filme.
As filmagens começaram na primeira semana de maio de 2015 em Vancouver, Colúmbia Britânica, e terminaram na segunda semana de junho de 2015.

## Lançamento
O filme estreou na DirecTV Cinema em 3 de agosto de 2017, seguido por um lançamento limitado pela Vertical Entertainment em 1 de setembro de 2017. 

## Recepção
O site agregador de críticas Rotten Tomatoes dá ao filme uma classificação de aprovação de 0%, com base em resenhas de 18 críticos de cinema, com uma classificação média de 1.8/10. No Metacritic, ele tem uma pontuação de 15 de 100 com base em 7 avaliações, indicando uma "aversão esmagadora".
Ben Kenigsberg, escrevendo para o The New York Times, afirma que o filme é apenas sobre uma luta por um homem. Richard Roeper, escrevendo para o Chicago Sun-Times, comparou o filme ao desagrado de suportar uma escala no Aeroporto Internacional O'Hare, criticou o desempenho de Upton e expressou surpresa que Macy pudesse ser responsável por dirigir tal " bagunça".